# Condado de McCone
El condado de McCone (en inglés: McCone County), fundado en 1919, es uno de los 56 condados del estado estadounidense de Montana. En el año 2000 tenía una población de 1.977 habitantes con una densidad poblacional de una persona por km². La sede del condado es Circle.

## Geografía
Según la Oficina del Censo, el condado tiene un área total de 6949 km² (2683,0 mi²), de la cual 6845 km² (2642,9 mi²) es tierra y 104 km² (40,2 mi²) (1.50%) es agua.

### Condados adyacentes
- Condado de Valley - norte
- Condado de Roosevelt - norte
- Condado de Richland - noreste
- Condado de Dawson - este
- Condado de Prairie - sur
- Condado de Garfield - oeste

## Carreteras
- Montana Highway 13
- Montana Highway 24
- Montana Highway 200

## Demografía
En el 2000 la renta per cápita promedia del condado era de $29,718, y el ingreso promedio para una familia era de $35,887. En 2000 los hombres tenían un ingreso per cápita de $22,768 versus $15,368 para las mujeres. El ingreso per cápita para el condado era de $15,162. Alrededor del 16.80% de la población estaba bajo el umbral de pobreza nacional.

## Comunidades

### Pueblo
- Circle

### Comunidades no incorporadas
- Brockway
- Vida